# Pueblo abua
El pueblo abua (también conocido como abuan) habita en el delta del Níger, en el estado de Rivers en Nigeria. Su idioma el abua forma parte del filo Níger-Congo y de la familia de lenguas abua-odual. Sus mayores comunidades se encuentran en Degema y Ahoada y en el año 2021 su población ronda las 50.000 personas.
Su cultura está influenciada por las grandes etnias de Nigeria: ijo, ibibio y ekoi. Sus principales actividades económicas son la agricultura, el aceite de palma y la pesca.
En materia religiosa conviven las antiguas tradiciones espirituales animistas con una intensa labor de cristianización llevada en la región. Así, el 86% de la comunidad abua se manifiesta cristiana.